# 国民体育大会レスリング競技
国民スポーツ大会レスリング競技（こくみんたいいくたいかいレスリングきょうぎ）は、国民スポーツ大会で行われるレスリング競技大会である。

## 概要
男子のみで実施され成年・少年それぞれフリースタイル・グレコローマンに分かれ、各階級10 - 30名程度の選手によるノックアウトトーナメントで争われる。
現在、女子競技は実施されていないが、女子国内トップ選手によるエキシビションが組まれる場合もある。

## 歴史
第1回大会より開催されている。

## 歴代優勝
| 回 | 年度 | 開催地 | 成年   | 少年   |
| -- | ---- | ------ | ------ | ------ |
| 61 | 2006 | 兵庫   |        |        |
| 62 | 2007 | 秋田   |        |        |
| 63 | 2008 | 大分   |        |        |
| 64 | 2009 | 新潟   | 青森県 | 茨城県 |
| 65 | 2010 | 千葉   |        |        |
| 66 | 2011 | 山口   |        |        |
| 67 | 2012 | 岐阜   |        |        |
| 68 | 2013 | 東京   |        |        |